# Đường nối tâm

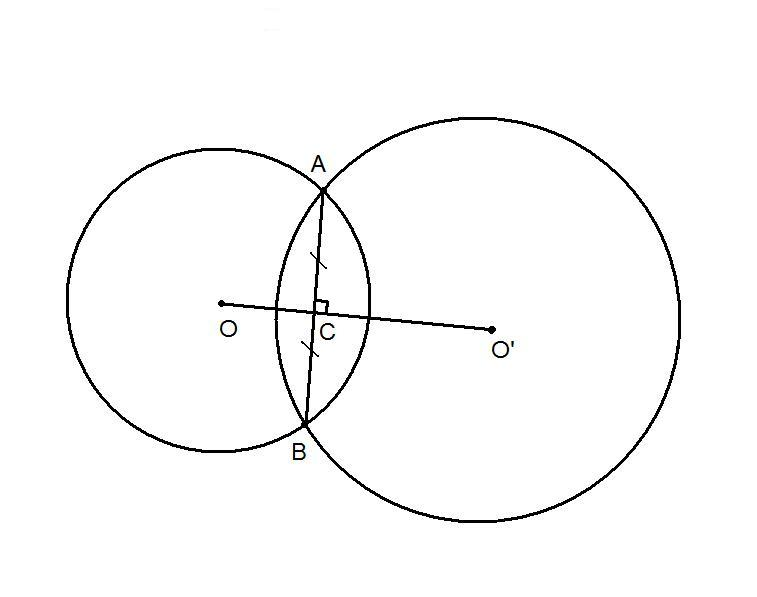
OO' là đoạn nối tâm của 2 đường tròn tâm O và O'. Khi đó OO' là đường trung trực của đoạn thẳng AB

Đường nối tâm là đường thẳng đi qua 2 tâm của 2 đường tròn. Còn khi nói đến đoạn nối tâm, là đoạn thẳng có hai đầu mút là 2 tâm của 2 đường tròn.

## Tính chất
1. Nếu 2 đường tròn cắt nhau, đường nối tâm là đường trung trực của dây cung chung của 2 đường tròn cắt nhau đó. Khi đó, đoạn nối tâm của 2 đường tròn cắt nhau này bé hơn tổng hai bán kính của 2 đường tròn đó.
2. Nếu 2 đường tròn tiếp xúc trong, đoạn nối tâm của 2 đường tròn đó bằng hiệu 2 bán kính của 2 đường tròn đó.
3. Nếu 2 đường tròn tiếp xúc ngoài, đoạn nối tâm của 2 đường tròn đó bằng tổng 2 bán kính của 2 đường tròn đó.
4. Nếu 2 đường tròn đồng tâm ( trùng nhau ) , đoạn nối tâm của 2 đường tròn đó bằng 0 (vì 2 tâm của 2 đường tròn đó trùng nhau).
5. Nếu 2 đường tròn không tiếp xúc nhau (ngoài nhau), đoạn nối tâm của 2 đường tròn đó lớn hơn tổng 2 bán kính của 2 đường tròn đó.
6. Nếu 2 đường tròn không tiếp xúc nhau (trong nhau), đoạn nối tâm của 2 đường tròn đó nhỏ hơn hiệu 2 bán kính của 2 đường tròn đó.